# 大林宣彦
大林宣彦（日语：／ Ōbayashi Nobuhiko，1938年1月9日—2020年4月10日）。日本电影导演。勲等旭日小綬章。倉敷芸術科学大学客員教授、長岡造形大学造形学部客員教授、尚美学園大学名誉教授、文化功労者。

## 生平
广岛县尾道市東土堂町生人。尾道市立土堂小学校、尾道北高校畢業、成城大學文藝學部肄業。
后凭借拍摄电影而成名。其电影作品曾多次获奖。2006年后担任尚美学園大学大学院艺术信息研究科教授。2007年4月开始担任倉敷芸術科学大学艺术学部媒体映像学科客座教授。

## 逝世
2020年4月10日，日本時間（UTC+9）晚上7時23分，大林宣彦因肺癌病逝於東京住家，享壽82歲。